# Walter Bower
Walter Bower (ou Bowmaker), né vers 1385 et mort le 24 décembre 1449, est un chroniqueur écossais né à Haddington, dans l'East Lothian. 

## Biographie
Il devient abbé de l'abbaye d'Inchcolm (dans le Firth of Forth) en 1418, et est commissionné pour collecter la rançon de Jacques Ier d'Écosse en 1423 et 1424. En 1433 il est l'un des ambassadeurs envoyé à Paris pour arranger le mariage de la fille du roi avec le dauphin. Il joue un rôle important dans le concile de Perth (1432) au cours duquel il défend les droits Écossais.
Plus tard, il rédige le Scotichronicon, qui lui permet de rester encore aujourd'hui célèbre. Ce travail, débuté en 1440 et né du désir d'un de ses voisins, David Stewart of Rosyth, est la suite de la Chronica Gentis Scotorum de Jean de Fordun. Le travail entier, dans sa forme d'origine, comprend 16 livres, dont les cinq premiers et une partie du sixième (jusqu'en 1163) sont très largement constitués du travail de Jean de Fordun. Dans les livres suivants, qui retracent l'histoire écossaise jusqu'au règne de Robert Ier d'Écosse, il s'aide de la Gesta Annalia de Fordun, mais en prenant suffisamment de liberté pour que son œuvre en demeure tout à fait original, notamment pour Jacques I, dont la mort en constitue la fin. La tâche est terminée en 1447.
Les deux dernières années de sa vie sont consacrés à la condensation de son œuvre, dans ce que l'on connaît comme le Book of Cupar, conservé dans l'Advocates Library (en), à Édimbourg. D'autres résumés sont réalisés à la même époque par d'autres que Bower, dont un vers 1450 (peut-être par Patrick Russell, un moine de l'ordre des Chartreux de Perth) et un autre en 1461 par un auteur inconnu. Plusieurs copies du Scotichronicon, réalisées par différents scribes, existent toujours. Il y en a deux à la British Library, dans The Black Book of Paisley, un à l'Advocates Library, à partir duquel Walter Goodall a édité sa version et un au Corpus Christi College à Cambridge.
Une version traduite en anglais et remise à jour du travail de Bower a été réalisée sous la direction du professeur D. E. R. Watt, en neuf volumes, publiés entre 1977 et 1997.